# ウィーン歴史地区
ウィーン歴史地区は、オーストリアの世界遺産のひとつ（ID1033）。オーストリアの首都ウィーンは、古代ローマ時代からの歴史を持ち、その旧市街には様々な時代に立てられた様々な建築様式の建造物群が現存する。世界遺産の登録に当たっては、特にバロック時代以降の優れた建造物群や19世紀の都市計画の成果などが評価されたほか、近世以降「音楽の都」としてヨーロッパ文化史上で重要な役割を果たしたことなどが評価された。

## 歴史
ローマ帝国の宿営地ウィンドボナ (Vindobona) を起源とする。
中世にもドナウ川沿いの交易地として発展したウィーンが本格的な発展期を迎えたのは、オーストリアを治めていたバーベンベルク家が1155年にクロスターノイブルクからウィーンに都を移したことに起因する。1221年、ウィーンは都市特権を獲得した。
バーベンベルク家は13世紀半ばに断絶し、ウィーンは1278年よりオーストリア公となったハプスブルク家の支配下におかれた。14世紀、建設公と称されたルドルフ4世のもとで、ウィーンは大きな発展を遂げた。この時代にシュテファン大聖堂やウィーン大学が建てられている。やがてハプスブルク家が勢力を伸ばし、神聖ローマ帝国の帝位を独占すると、ハプスブルク家のもとで帝都ウィーンでは華やかな貴族文化が栄えた。
1683年にもオスマン帝国による第二次ウィーン包囲を受けたが撃退、17世紀末からは旧市街の王宮ホーフブルク宮殿に加え、離宮シェーンブルン宮殿が郊外に造営された（現在は市内にあるが、世界遺産としては別個の登録）。これが18世紀末から現在に至る「音楽の都ウィーン」の礎となった。18世紀末にはヨーゼフ2世によりウィーン総合病院が開設され、プラーター公園が一般市民に開放されるなど都市環境が改善されていった。
19世紀半ばに産業革命を迎えたウィーンは農村からの人口流入により急激な人口増加を経験した。1869年に63万人であった人口は、1910年には、203万を数え、当時のヨーロッパではウィーンは、ロンドン、パリ、ベルリンと並ぶ都会であった。1873年には万国博覧会も開催されている。皇帝フランツ・ヨーゼフ1世は自ら立案して大規模な都市改造を行い、市壁を撤去し環状の道路（リンク）と置き換え、路面電車を導入するとともに、歴史主義的建造物やモニュメントを街路に面して配した。現在のウィーン旧市街の外観はこの改造によっている。
また、近代以降のウィーンではモーツァルト、ベートーヴェンをはじめ、数多くの作曲家が活躍したことから、「音楽の都」と呼ばれている。

## 主な建造物
- ホーフブルク宮殿 - ハプスブルク家の宮殿として、神聖ローマ帝国時代やオーストリア帝国時代には王宮として使われた。現在はオーストリアの大統領官邸などとして使われている。
- シュテファン大聖堂 - 14世紀建造のゴシック様式の大聖堂。
- ウィーン大学 - 14世紀に創立されたドイツ語圏最古の大学。
- ウィーン国立歌劇場
- ベルヴェデーレ宮殿 - 18世紀に建てられたバロック様式の宮殿。「ベルヴェデーレ」はイタリア語からの借用で「美しい眺望」の意味。
- 国会議事堂 (オーストリア)
- ウィーン市庁舎
- カールス教会 - バロック様式の教会
- ブルク劇場 - ドイツ語圏で最高の格式を誇るとされる劇場
- 自然史博物館
- 美術史美術館
- カールスプラッツ駅舎 - オットー・ワーグナー設計（1899年）
- 郵便貯金局 - オットー・ワーグナー設計（1906年 - 1912年）

## 登録基準
この世界遺産は世界遺産登録基準のうち、以下の条件を満たし、登録された（以下の基準は世界遺産センター公表の登録基準からの翻訳、引用である）。
- (2) ある期間を通じてまたはある文化圏において、建築、技術、記念碑的芸術、都市計画、景観デザインの発展に関し、人類の価値の重要な交流を示すもの。
- (4) 人類の歴史上重要な時代を例証する建築様式、建築物群、技術の集積または景観の優れた例。
- (6) 顕著で普遍的な意義を有する出来事、現存する伝統、思想、信仰または芸術的、文学的作品と直接にまたは明白に関連するもの（この基準は他の基準と組み合わせて用いるのが望ましいと世界遺産委員会は考えている）。

## 危機遺産
ウィーン歴史地区は「音楽の都」として創造都市を目指す中でユネスコとの共同歩調で始められたもので、当初は最新のコンサートホールを造るだけの予定で歴史地区と現代都市の融合を目指す「ウィーン覚書」を作成し景観史観に配慮していたが、市議会与党の社会民主党と緑の党がホール上部にホテル・マンション・会議場・フィットネス施設などを併設する高層建築物に計画を変更した。これにより景観を損ねる懸念から、2017年の第41回世界遺産委員会で危機遺産リストに登録された。